# 21 Jump Street (film)
21 Jump Street  är en amerikansk actionkomedifilm från 2012, regisserad av Phil Lord och Christopher Miller. Den är baserad på TV-serien med samma namn av Stephen J. Cannell och Patrick Hasburgh. Filmens huvudroller spelas av Jonah Hill och Channing Tatum. 
Filmen hade biopremiär den 16 mars 2012 i USA och den 20 april i Sverige.

## Rollista
- Jonah Hill - Morton Schmidt[4]
- Channing Tatum - Greg Jenko[5]
- Brie Larson - Molly[6]
- Ice Cube - Capt. Dickson[7]
- Ellie Kemper - Ms. Griggs[8]
- Dave Franco - Eric[9]
- Rob Riggle - Mr. Walters[10]

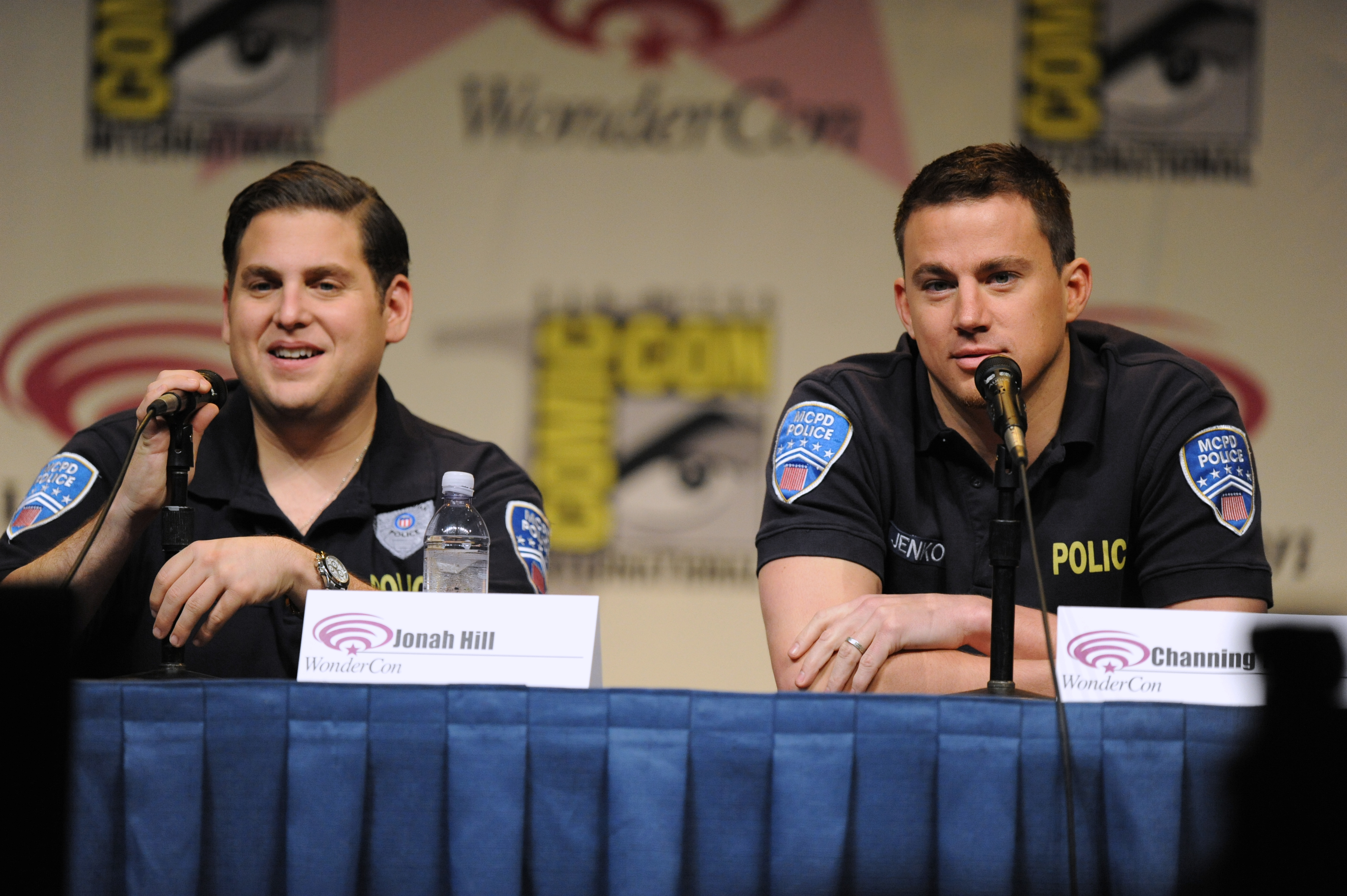
Jonah Hill och Channing Tatum gör reklam för filmen på WonderCon 2012 i Anaheim, Kalifornien

- Johnny Depp- Tom Hanson (cameo-roll)[11]
- Peter DeLuise - Doug Penhall (cameo-roll)
- Holly Robinson Peete as Judy Hoffs
- Nick Offerman - Capt. Hardy[12]
- Dakota Johnson - Fugazy
- Rye Rye - Jr. Jr.
- Johnny Simmons - Billiam Willingham
- Dax Flame - Zack
- DeRay Davis - Domingo
- Jake Johnson - Principal Dadier
- Johnny Pemberton - Delroy
- Justin Hires - Juario
- Brett Lapeyrouse - Amir
- Lindsey Broad - Lisa